# Det hände i Berlin
Det hände i Berlin (originaltitel: A Foreign Affair) är en amerikansk komedifilm i svartvitt från 1948 i regi av Billy Wilder.

## Handling
En kommitté från amerikanska kongressen anländer till det ockuperade Berlin för att undersöka hur det står till med de amerikanska ockupationssoldaternas moral. Det går rykten om att de ägnar sig åt fraterniserande med tyska Fräuleins och svartabörshandel. Mest nitisk är Phoebe Frost (Jean Arthur) och hon antecknar flitigt vad hon ser, vilket bekräftar hennes farhågor. Vid ankomsten överlämnar hon en jättetårta från hans gamla flickvän i Iowa. Kapten Pringle (John Lund) beger sig sen till svarta marknaden för att byta ut tårtan mot en madrass. Den madrassen behöver hans tyska älskarinna Erika (Marlene Dietrich), som sjunger på en nattklubb. De amerikanska myndigheterna söker henne, eftersom hon haft kontakt med nazister, men Pringle förfalskar hennes papper. När Phoebe Frost också börjar jaga henne, ser han ingen annan råd än att låtsas förälskad i Phoebe, vilket får henne att glömma allt.

## Medverkande (i urval)
- Jean Arthur – Kongressledamoten Phoebe Frost
- Marlene Dietrich – Erika von Schlütow
- John Lund – Kapten John Pringle
- Millard Mitchell – Överste Rufus J. Plummer
- Peter von Zerneck – Hans Otto Birgel
- Stanley Prager – Mike
- William Murphy – Joe

## Musik
Sångerna "Black Market", "Illusions" och "The Ruins of Berlin" är skrivna av Friedrich Hollaender och sjungs av Dietrich.

## Citat ur filmen
- Överste Plummer: "Moral! Maybe someday we can send a little committee of our own investigating moral in Washington D.C."
- Erika sjunger på nattklubben: "Want to buy some illusions? Slightly used, just like new. Such romantic illusions, and they're all about you. I sell them all for a penny, they make pretty souvenirs. Take my lovely illusions, some for laughs, some for tears."
- Erika: "Let's go up to my apartment. It's only a few ruins away from here."